# Глушково (Глобинский район)
Глушко́во (укр. Глушкове) — село,
Заможненский сельский совет,
Глобинский район,
Полтавская область,
Украина.
Код КОАТУУ — 5320682503. Население по данным 1987 года составляло 70 человек.
После Войны множество хуторов было объеденено под общим названием Глушково, по левую сторону дороги Федоровка -Броварки Глушково (ликвидировано в 2001 году), а по правую Глушково 2-е
Село ликвидировано в 2001 году.

## Географическое положение
Село Глушково находится в 2-х км от правого берега реки Хорол и в 1-м км от села Майдановка.

## История
- 2001 — село ликвидировано[2].